# Typosyllis raygeorgei
Typosyllis raygeorgei är en ringmaskart som beskrevs av Hartmann-Schröder 1979. Typosyllis raygeorgei ingår i släktet Typosyllis och familjen Syllidae. Inga underarter finns listade i Catalogue of Life.